# 루키우스 안티스티우스 루스티쿠스
루키우스 안티스티우스 루스티쿠스 (Lucius Antistius Rusticus, 48년경 – 93년)는 서기 1세기 후반기에 활동한 로마의 원로원 의원이다. 그는 90년 3월부터 4월 기간 루키우스 율리우스 우르수스 세르비아누스를 동료 집정관으로 둔 보좌 집정관이었다.

## 생애
루스티쿠스는 코르두바 출신이었다. 로널드 사임은 그곳에서 발견되었고 동일한 이름을 가진 정무관의 존재를 나타내는 한 비문을 언급하였다. 그는 이탈리아족 정착민들인 안티스티우스 일족의 후손일 수 있다.
기록으로 남은 그의 첫 보직은 하위직 정무관이었던 비긴티비리의 한 명인 '데켐비리 스틀리티부스 유칸디스'(decemviri stlitibus iudicandis)로, 이에 대해 사임은 루스티쿠스가 원로원 의원 아들이거나 원로원 신분 (dignitas senatoria)을 받았다는 것을 나타낸다고 믿었다. 네 명의 황제의 해 (서기69년) 당시 그는 아우구스타 제2군단의 트리부누스 밀리툼으로 복무했는데, 앤서니 벌리는 법무관 지위로 원로원에 선출된 것과 지금까지 받은 훈장들을 바탕으로 그가 브리타니아에 있던 군단들이 베스파시아누스의 편에 서는 데 중요한 역할을 했다고 믿었다. 이는 아우렐리아 가도와 코르넬리아 가도의 감독관 임명으로 이어졌고, 이후에 게르마니아 수페리오르의 아르겐토라테에서 주둔하던 아우구스타 제8군단을 지휘했다.
83/84년에 루스티쿠스는 바이티카의 프로콘술직 총독으로 임명되었다. 사임은 이 보직을 "존중의 태도"로 간주하였다. 그렇지만, 이 보직과 승진에 유리함 간의 관계는 의문이 제시되는데, 이 현상에 관한 연구에서, Paul Leunissen는 "확인된 케이스들의 수가 적고 각 속주들끼리의 차이 역시도 속주들 간 계급 차이와의 방향성에 있어 어떠한 결과를 판단하기에는 너무나 미미하며 ... 얼마 안 되는 증언들만이 상당한 변화에 대해서 언급했을 뿐이다"라고 보았다. 프로콘술로서 그의 임기 동안 기록된 행동 중 하나는 키심브리움 (오늘날 잠브라)라는 도시의 지역 경계에 관한 문제에 있어서 그가 영역을 정한 것이었다. 이 총독직이 끝나고 87년에서 89년까지 기간 '아이라리룸 사투르니' 감독관으로 이어졌다.
집정관 기간을 마친 뒤 루스티쿠스는 92/93년에 카파도키아-갈라티아라는 중대한 속주의 총독이었다. 카파도키아 총독 시절, 안티오키아의 데쿠리온들은 혹독한 겨울로 인해 생긴 기근에 대하여 도움을 청했다. 그의 반응은 안티오키아에서 회수한 비문에 기록되어 있다. 그는 총독 시절에 사망했고, 93년경으로 추정하며 그의 후임자 티투스 폼포니우스 바수스가 94년에 그의 보좌 집정관직을 공석으로 둔 채 같은 해에 총독이 되었음이 확인되었다.

## 혼인
루스티쿠스는 뭄미아 니그리나(Mummia Nigrina)와 혼인한 것으로 알려졌으며, 마르티알리스는 그녀가 부유한 가문 출신임을 나타내며 그녀가 상속분을 그와 나누었다고 말하였다 (IV.75). 마르티알리스에 의하면, 그녀는 그가 죽었을 때 카파도키아에 있었고, 그녀가 그곳에서 그의 유골을 로마로 가져왔다고 한다 (IX.30). 뭄미아는 발레리우스 베게티우스 일족과 어느 정도 연간되어 있으나, 이들과의 관계나 다른 뭄미우스 일족을 설명하는 문서들은 아직까지 발견되지 않고 있다. 이들 사이에 자녀가 있었다는 기록은 없다.